# Xaveri Burundi
Xaveri Burundi est un mouvement de la jeunesse catholique au Burundi,. 
Il fait partie du « Mouvement Africain Xaveri » et est membre de la Fédération internationale des mouvements catholiques d'action paroissiale (Fimcap).

## Histoire
Xaveri Burundi a été fondée en 1953 par le Révérend Frère Geolf.